# Волоста
Волоста — река в России, протекает по Смоленской области. Левый приток реки Угра.

## География
Река Волоста берёт начало в лесах юго-западнее Вязьмы. Течёт на юго-восток. Устье реки находится около посёлка Боталы в 236 км от устья Угры. Длина реки составляет 63 км, площадь водосборного бассейна — 436 км².
На реке расположены следующие населённые пункты: деревни Кайдаково (административный центр поселения), Красное Трошино Кайдаковского сельского поселения, деревни Селиваново, Харьково, Юшково (административный центр поселения), Мельзино, Минино, Тишино Юшковского сельского поселения Вяземского района, деревни Малые Ермаки, Большие Ермаки, Андроново, Вёшки (административный центр поселения), Согласие, Вороново, Марфино Вёшковского сельского поселения, деревни Деменино, Маньшино Великопольевского сельского поселения, деревни Сафоново, Боталы Дрожжинского сельского поселения Угранского района.

### Притоки
(указано расстояние от устья)
- 7,4 км: река Язовец (лв)
- 8,9 км: река Бреход (лв)
- 16 км: река Колдовня (пр)
- 24 км: река Мутенка (лв)
- 28 км: река Озёрная (Каменка) (пр)
- 39 км: река Мокрегач (пр)
- 40 км: река Средняя (пр)
- 48 км: река Каменка (пр)
- 51 км: река Светелка (пр)

## Данные водного реестра
По данным государственного водного реестра России относится к Окскому бассейновому округу, водохозяйственный участок реки — Угра от истока и до устья, речной подбассейн реки — Бассейны притоков Оки до впадения Мокши. Речной бассейн реки — Ока.
Код объекта в государственном водном реестре — 09010100412110000020804.